# 横浜市中央図書館
横浜市中央図書館（よこはましちゅうおうとしょかん）は、神奈川県横浜市西区にある公立図書館。横浜市立図書館の中核を担う中央図書館である。

## 概要
1921年（大正10年）に横浜公園内に開館した横浜市図書館仮閲覧所を前身としている。1927年（昭和2年）に横浜市図書館として現在地に開館。1954年（昭和29年）に神奈川県立図書館ができるまで、神奈川県の中央図書館としての機能を担っていた。建物の老朽化と蔵書の増加に伴い、1994年（平成6年）に横浜市中央図書館として再建された。
市立図書館の所蔵数では大阪市立中央図書館についで日本で2番目の大型図書館である（公共図書館としては国立国会図書館東京本館、国立国会図書館関西館、大阪府立中央図書館、大阪市立中央図書館、東京都立中央図書館につぐ6番目の規模になる）。
1階および3階から5階までが、分野別に分けられた開架の閲覧室となっている。地下1階の｢音楽・映像ライブラリー｣では、CDやビデオなどを揃えている。

## 歴史

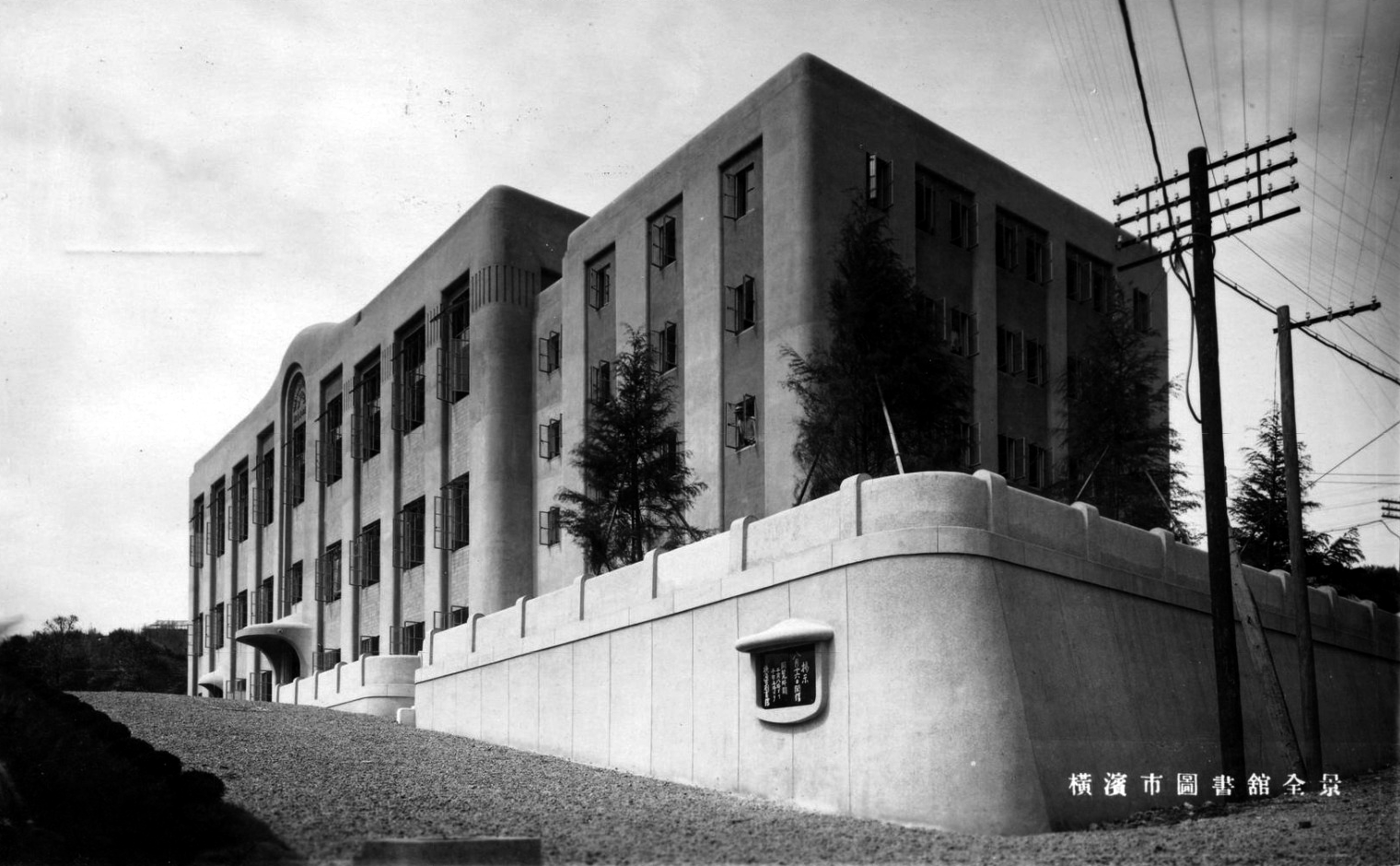
横浜市中央図書館の前身の、横浜市図書館

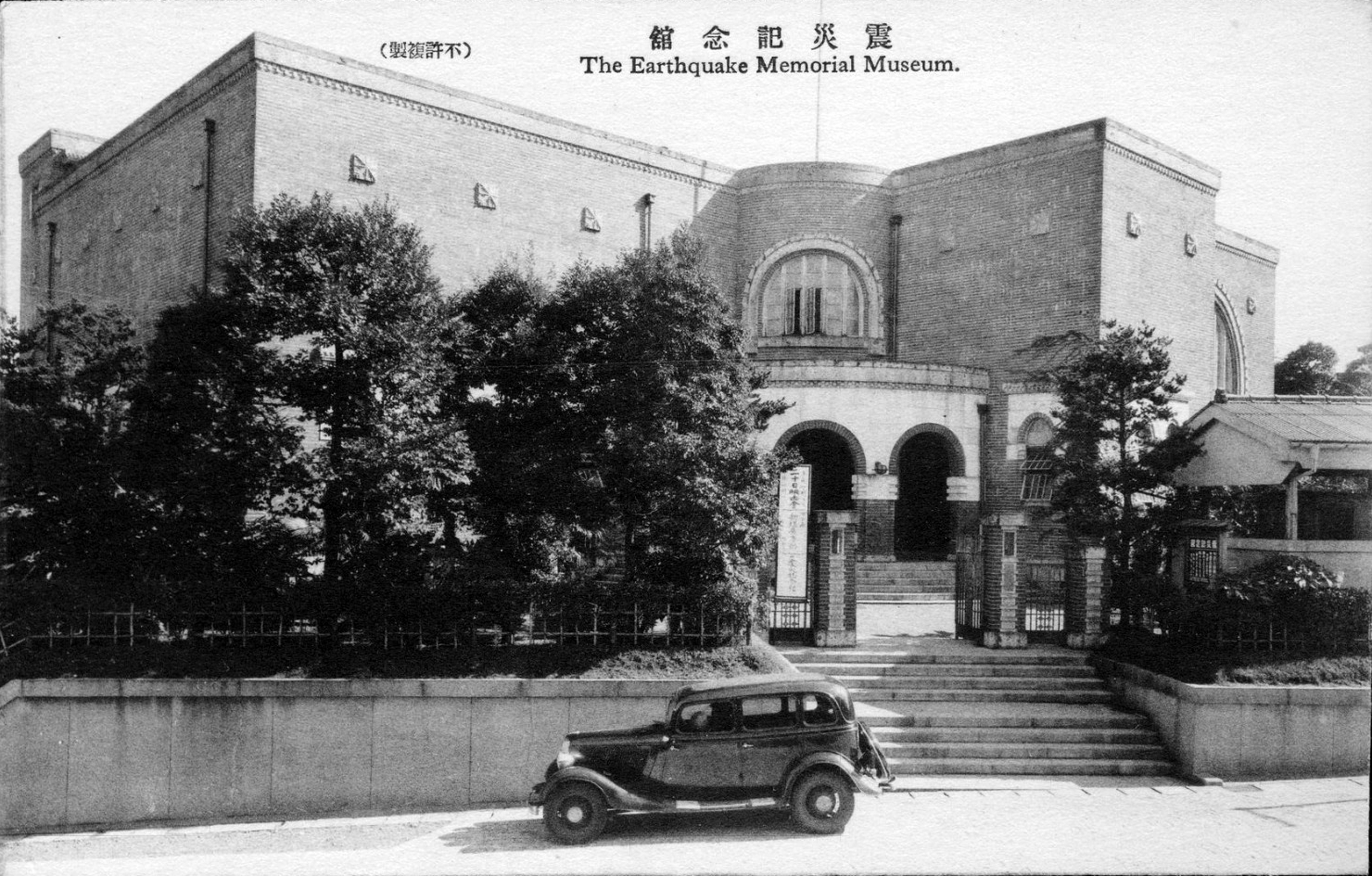
横浜市震災記念館

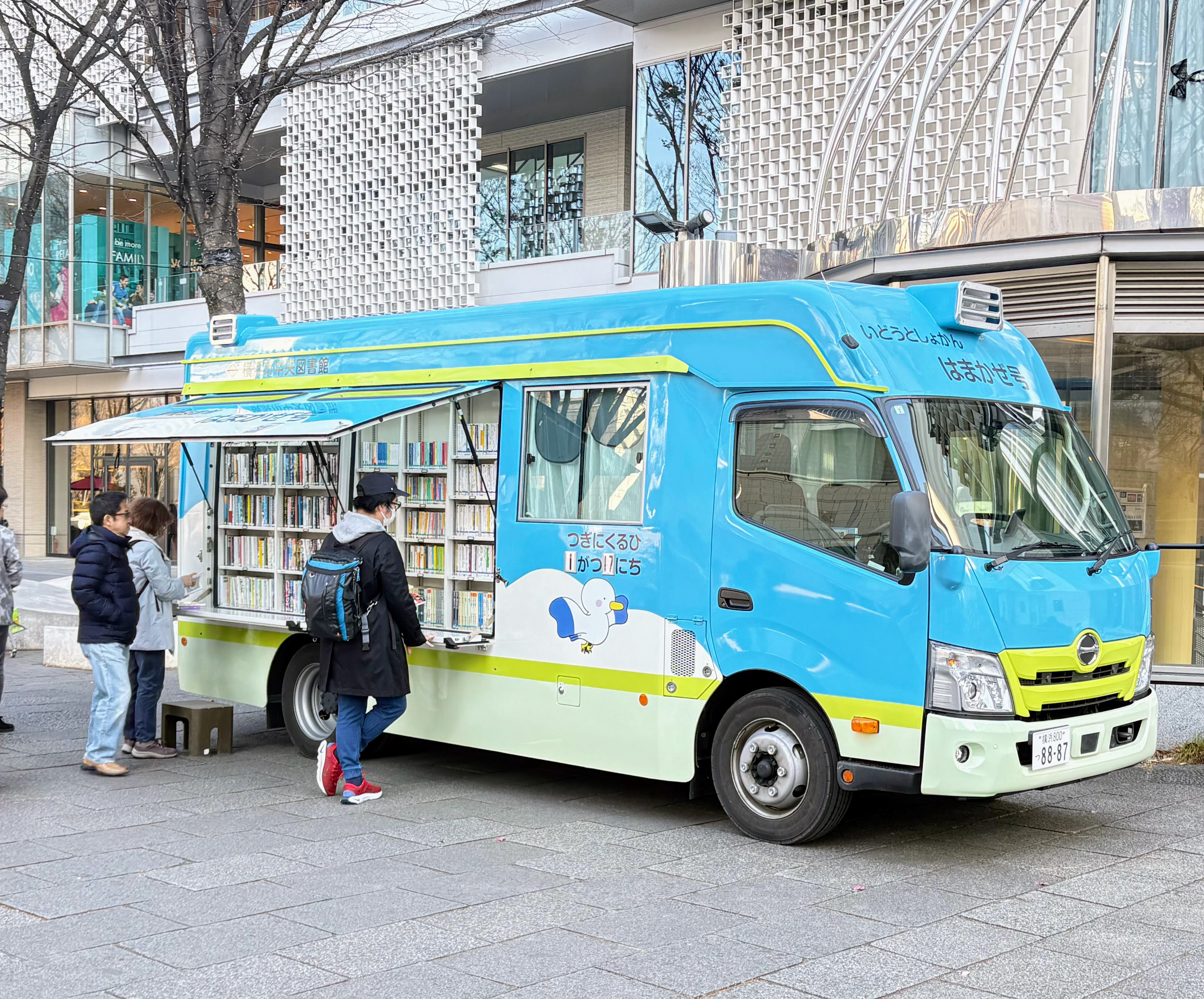
横浜市中央図書館の移動図書館 五代目はまかぜ2号

- 1919年（大正8年）12月 - 横浜港開港60周年・自治制施行30周年記念事業として、「横浜市図書館」の建設が計画される[7]。
- 1921年6月（大正10年） - 横浜公園内の図書館建設事務所内の仮閲覧所で、図書の閲覧を開始（中央図書館の前身となる横浜市図書館の開業）[8]。
- 1923年（大正12年）
  - 9月 - 関東大震災により仮閲覧所と、蔵書1万数千冊を焼失[8][7]。
  - 12月 - 南区中村町の石油倉庫跡のバラック（現在の横浜市立中村小学校付近）に仮閲覧所として「横浜市図書館中村町閲覧所」を設置[8][7]。
- 1924年（大正13年）3月 - 横浜公園内に「横浜市図書館仮本館」として再建[8][7]。
- 1925年（大正14年）2月 - 中村町閲覧所を廃止[9]。
- 1927年（昭和2年）7月 - 旧老松小学校跡（現在の横浜市中央図書館の位置）に、「横浜市図書館」本館が竣工[8]。
- 1928年（昭和3年）7月 - 横浜市図書館別館が竣工し、横浜市震災記念館が当地に移転[10]。
- 1942年（昭和17年）9月 - 横浜市震災記念館から横浜市市民博物館に改称[10]。
- 1944年（昭和19年）11月 - 空襲激化のため、横浜市市民博物館を休止[10]。
- 1945年（昭和20年）
  - 3月 - 横浜連隊区司令部の接収により横浜市立戸部小学校に移転。9月、戸部小学校から横浜市教育会館に移転 [8]。
  - 7月 - 横浜市市民博物館を廃止[10]。
- 1947年（昭和22年）8月 - 移転先より復帰[8]。
- 1949年（昭和24年）1月 - 中央図書館の指定を受け、神奈川県の中央図書館として活動を開始する[11][12]。
- 1964年（昭和39年）7月 - 横浜市図書館別館を、老松会館に改称し結婚式場として使用。
- 1970年（昭和45年）8月 - 移動図書館事業として「はまかぜ号」を導入。
- 1981年（昭和56年）12月 - 「よこはま21世紀プラン」策定。1区1館建設及び中央図書館建設方針を確立[8]。
- 1986年（昭和61年）10月 - 「横浜市中央図書館基本構想委員会」設置[8]。
- 1987年（昭和62年）5月 - 『横浜市中央図書館基本構想委員会報告書』が提出される[8]。
- 1990年（平成2年）1月 - 横浜市図書館休館。3月、横浜市図書館仮設館開館。9月、横浜市図書館を解体、中央図書館着工[4]。
- 1991年（平成3年） - 老松会館が移転し、跡地は駐車場（野毛山自動車駐車場）になった。
- 1993年（平成5年）10月 - 横浜市図書館仮設館の個人貸出・閲覧業務を停止[4]。
- 1994年（平成6年）2月 - 中央図書館一部開館。4月、中央図書館全面開館[4]。
- 2000年（平成12年）4月 - 火曜から金曜日の開館時間を20時30分までに延長[4]。
- 2001年（平成13年）12月 - 市立図書館全館で月曜日開館開始[4]。

## 建物概要

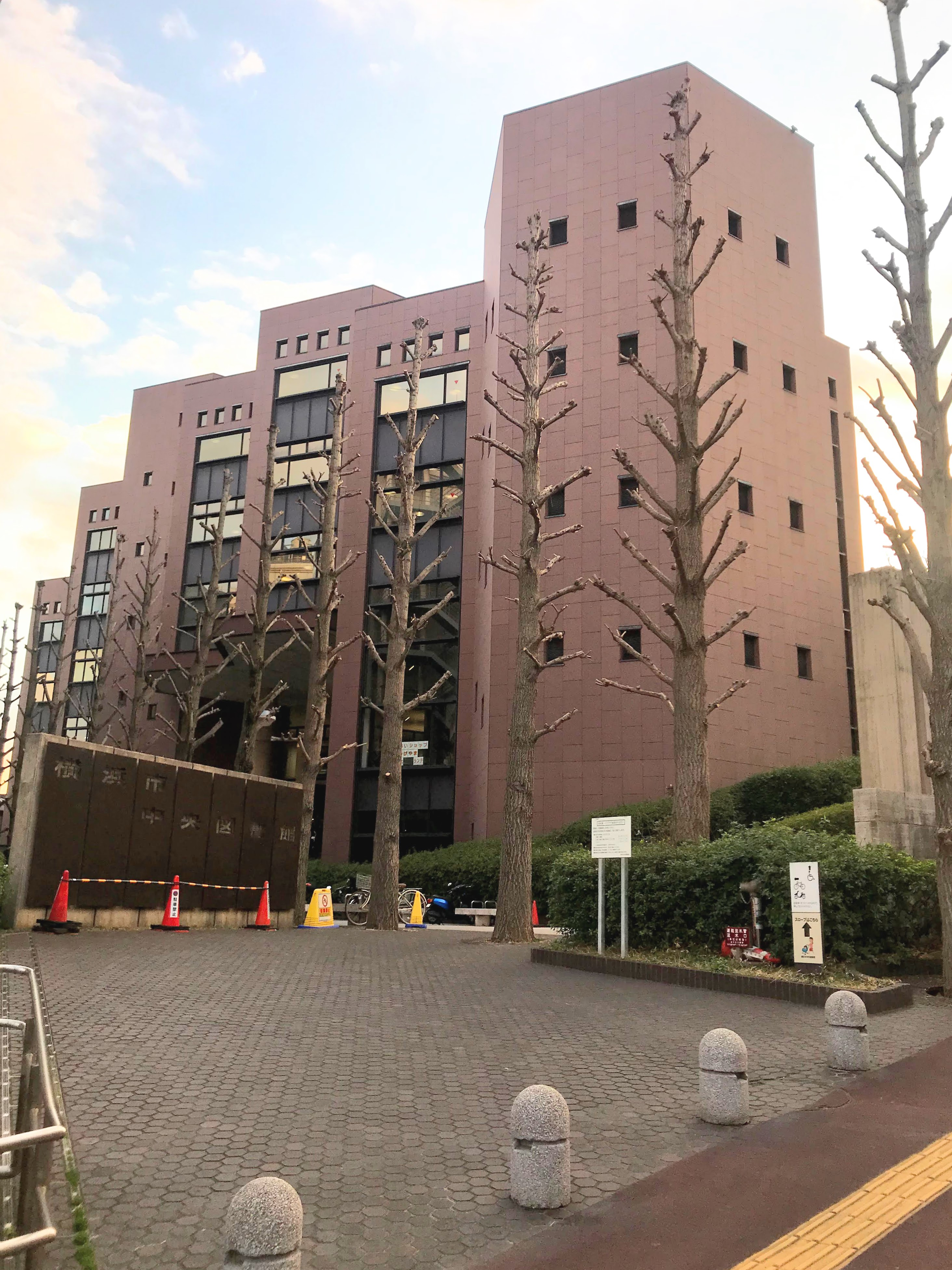
正面入口

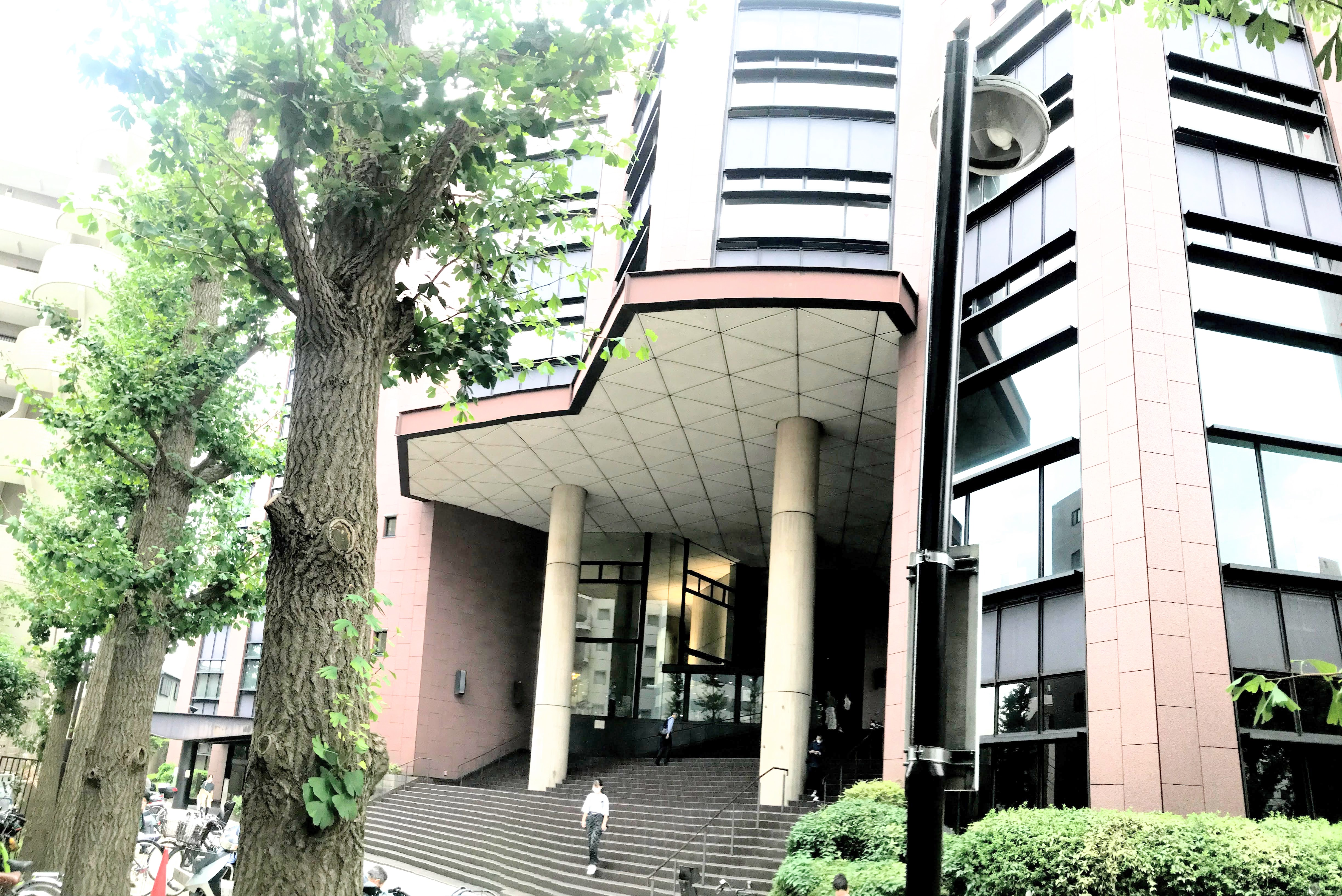
正面階段

斜面・変形地を最大限生かすため、柱割は三角形に組まれ“細胞の増殖”を発想させるような正六角形を組み合わせた平面である。また南西側から建物を見ると、四角形に見えるようになっている。階段は、三角形になるように作られている。外壁は蔵書を温度や湿度の変化から保護するため、外断熱2重壁オープンジョイント工法が用いられ、中庭からも採光を行っている。また5階廊下と、1階の「おはなしのへや」の入口横には、旧横浜市図書館に設置されていたステンドグラスが展示されている。
横浜の旧市街地を見下ろすことができる野毛山に立地しているが、南側には横浜市長公舎があり、また建物の東側は事務室・書庫になっているため、一般の利用者は眺望を楽しむことができない設計になっている。
旧図書館と、初代 老松会館（現在は野毛山自動車駐車場）の敷地を利用して建設された。老松会館は横浜市震災記念館の移転先として建設されたものであり、その後は横浜市市民博物館・横浜市職員研修所として用いられたのちに、横浜市図書館別館から老松会館に改名して結婚式場に転用された。
- 設計者：前川建築設計事務所＋ミド同人・永田包昭[1][15]
- 施工：竹中工務店・東急建設・松村組・紅梅組・和同建設共同企業体[1][15]
- 構造形式：S、SRC造[1]、RC下地オープンジョイント花崗岩バーナー仕上げ
- 階数：地上5階、地下3階、塔屋1階[1][15]
- 敷地面積：9,855.28m2[1]
- 延床面積：21,834.36m2[2][3]
- 着工：1991年9月[1][15]
- 竣工：1994年1月[1][15]
- 工事費：約170億円[15]

### 館内
| - 地下3階 - 機械室 - 中央監視室 - 書庫 - 地下2階 - 書庫 - 地下1階 - 音楽・映像ライブラリー - 学習室 - 飲食コーナー - ホール - 横浜市史資料室 - 書庫 - 1階 - ヘルプデスク - 総合カウンター - 視覚障害者サービスコーナー - おはなしのへや - 展示コーナー - 小説と暮らしのコーナー（ポピュラー部門） - 日本の小説・エッセイ - 旅行ガイド - 衣服・手芸・美容・料理・育児・スポーツ・書道・茶道・華道 - 児童書 - 子供向け参考図書・郷土資料 - 絵本 - ライトノベル - 児童書研究書 - 喫茶室（出入口は別） | - 2階（事務スペースのみ） - 団体貸出書架、移動図書館 - 3階 - 一般調査部門 - 新聞（主な地方紙も収蔵）・雑誌 - 外国語本コーナー - ヨコハマ資料部門 - 4階 - 社会科学部門 - ビジネス資料 - 法情報コーナー - 自然科学部門 - 情報科学コーナー - 医療・健康情報コーナー - 5階 - 人文科学部門 - 芸術・哲学・歴史・文学・楽譜 |

正面入口の向かい側にあるレストラン棟は、ハングリータイガーが運営するレストラン「Green Gables」へ経て、障害者就労支援施設を兼ねた「喫茶店・売店 のげやま」になっていたが、2024年12月に営業を終了した。

### 公衆無線LAN
FREESPOT
4階に設置されている。メール認証か、事前登録が必要。

## 特徴的な蔵書
1982年（昭和57年）、市内の病院院長のコレクションであった忠臣蔵や赤穂浪士の研究資料の寄贈を受けた。850点にのぼる資料の中には1748年（寛延元年）に竹本座が刊行した浄瑠璃本や、フランス語・ドイツ語・イタリア語などに翻訳された外国語図書も含まれる。
映画パンフレットは、利用者より寄贈を受けたものを中心に2012年（平成24年）時点で約5800冊所蔵している。

## 利用できるオンラインデータベース
- 国立国会図書館 図書館向けデジタル化資料送信サービス
- 「ヨミダス歴史館」（読売新聞記事データベース）
- 「朝日新聞クロスサーチ」（朝日新聞記事データベース）
- 「日経テレコン」（日本経済新聞等、日経各紙の記事データベース）
- 「毎索」（毎日新聞記事データベース）
- 「産経電子版」（産経新聞記事データベース）
- 官報情報検索サービス
- Westlaw Japan（日本法総合オンラインサービス）
- 医中誌Web（国内医学論文情報データベース）
- EL-NET（検索用、記事見出しのみ閲覧可能）
- Web OYA-bunko（大宅壮一文庫）

## パブリックアート
横浜市内のほかの公共施設と同様に、敷地内には複数のパブリックアートが設置されている。
- 敷地北側：望月菊磨「知恵の箱」
- 前庭のベンチの上：柳原義達「道標・鳩」
- エントランスホール：佐藤忠良「冬の像」
- エントランスホール壁面：川上玲子 「Stainless Fantasy」
- 中庭：望月菊磨「光のまい」
- のげやま 店内：笹戸千津子「アニタ」
- 野毛山駐車場（「中央図書館」バス停そば）：ハラダミドリ「宿る」

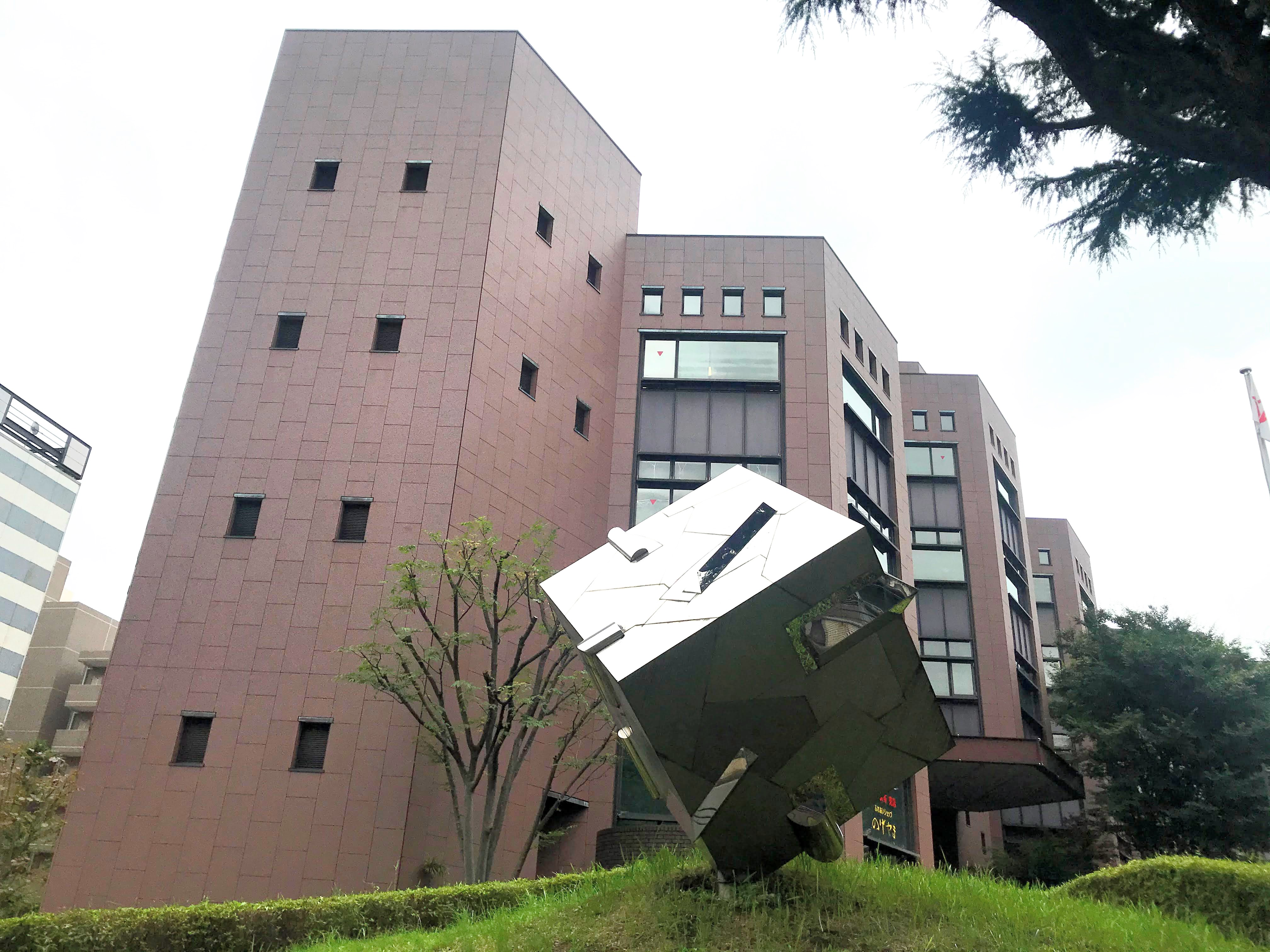
望月菊磨「知恵の箱」
川上玲子 「Stainless Fantasy」
望月菊磨「光のまい」

## 立地

### 交通機関
- 京急本線 日ノ出町駅から徒歩5分
- JR根岸線、市営地下鉄ブルーライン 桜木町駅から徒歩10分
- 横浜市営バス （103、292系統）「野毛坂」バス停から徒歩1分
- 横浜市営バス （89系統）「中央図書館」バス停から徒歩1分

### 周辺施設
- 横浜市立老松中学校
- 野毛山動物園
- 横浜市長公舎
- 神奈川県立図書館
- 神奈川県立青少年センター
- 横浜マンダリンホテル
- 野毛山公園・野毛山公園展望台
- 野毛山不動尊 横浜成田山（成田山 横浜別院 延命院）

## 駐車場
- 野毛山自動車駐車場 - 旧 老松会館跡地に設置された、図書館併設の公共有料駐車場。上層は横浜市長公舎専用。管理は横浜市交通安全協会に委託されている[16]。